# Юйчжоу
Юйчжоу (кит. спр. 禹州市, піньїнь: Yŭzhōu Shì) — місто-повіт в центральнокитайській провінції Хенань, складова міста Сюйчан.

## Географія
Юйчжоу лежить на північному заході префектури на річці Їн (басейн Янцзи).

### Клімат
Місто знаходиться у зоні, котра характеризується вологим субтропічним кліматом. Найтепліший місяць — липень із середньою температурою 27.4 °C (81.3 °F). Найхолодніший місяць — січень, із середньою температурою 1.1 °С (34 °F).
| Клімат Юйчжоу           | Клімат Юйчжоу | Клімат Юйчжоу | Клімат Юйчжоу | Клімат Юйчжоу | Клімат Юйчжоу | Клімат Юйчжоу | Клімат Юйчжоу | Клімат Юйчжоу | Клімат Юйчжоу | Клімат Юйчжоу | Клімат Юйчжоу | Клімат Юйчжоу | Клімат Юйчжоу |
| Показник                | Січ.          | Лют.          | Бер.          | Квіт.         | Трав.         | Черв.         | Лип.          | Серп.         | Вер.          | Жовт.         | Лист.         | Груд.         | Рік           |
| Середня температура, °C | 1,1           | 3             | 8,5           | 15,1          | 20,8          | 25,8          | 27,4          | 26,4          | 21,3          | 15,8          | 9             | 2,9           | 14,8          |
| Норма опадів, мм        | 10.4          | 15.3          | 27.9          | 55.8          | 54.3          | 71.9          | 161.9         | 138.7         | 81.3          | 50.8          | 30.2          | 9.2           | 707.7         |
| Днів з опадами          | 3,7           | 5,1           | 7             | 9,3           | 8,3           | 8,1           | 12,7          | 11,2          | 11,2          | 9,1           | 6,6           | 3,9           | 96,2          |
| Вологість повітря, %    | 59.5          | 61.8          | 62.1          | 63.4          | 62.5          | 60.6          | 75.7          | 78.2          | 74.9          | 71.6          | 68.7          | 62.3          | 66.8          |
| ----------------------- | ------------- | ------------- | ------------- | ------------- | ------------- | ------------- | ------------- | ------------- | ------------- | ------------- | ------------- | ------------- | ------------- |
| Джерело: Weatherbase    |               |               |               |               |               |               |               |               |               |               |               |               |               |